# Yegor Gaidar
Yegor Timúrovich Gaidar (en ruso: Егор Тимурович Гайдар), (Moscú, 19 de marzo de 1956–ib. 16 de diciembre de 2009) fue un economista y político ruso. Desde 1980 hasta 1991 militó en el Partido Comunista de la Unión Soviética y después fue uno de los líderes de referencia en los gobiernos de Borís Yeltsin al frente de la Federación de Rusia, siendo primer ministro entre el 15 de junio y el 14 de diciembre de 1992. 
Como ministro de Economía entre 1991 y 1992, afrontó la transformación de Rusia en una economía de mercado después de la disolución de la Unión Soviética. Para ello siguió una terapia de choque basada en liberalizar el comercio exterior y los precios, recortar al máximo el gasto público y privatizar empresas en el menor tiempo posible. Este plan fue muy controvertido porque provocó hiperinflación y exclusión social en varios sectores, pero sus defensores destacan que enfrentó una situación difícil y sirvió para salvar al país de la bancarrota. Jeffrey Sachs, director del Earth Institute de la Universidad de Columbia y asesor del gobierno ruso, calificó a Gaidar como "el líder intelectual de muchas de las reformas políticas y económicas de Rusia".
Después de superar la crisis constitucional rusa de 1993 creó un partido, Opción Democrática de Rusia, que apoyaba al presidente Yeltsin. Dicha formación se integró en 2001 en la Unión de Fuerzas de Derecha.

## Vida privada
Nació el 19 de marzo de 1956 en Moscú, Rusia (entonces parte de la Unión Soviética), en una familia de destacados escritores vinculados a la Intelligentsia. Su padre era el periodista Timur Gaidar, jefe del departamento militar del diario Pravda y contraalmirante del Ejército Rojo, mientras que su madre era Ariadna Bazhova, hija de Pável Bazhov. Su abuelo paterno fue el escritor Arkadi Gaidar.
Estuvo casado dos veces. Su primera esposa fue Irina Smirnova y después contrajo matrimonio con María Strugátskaya, hija del autor Arkadi Strugatski. Ha tenido tres hijos. Una de ellos, María Gaidar, se convirtió en activista política, miembro del movimiento opositor La Otra Rusia y diputada en el Óblast de Kírov entre 2009 y 2011.

## Trayectoria política
Se graduó con honores en la promoción de 1978 de la Facultad de Económicas de la Universidad Estatal de Moscú y en 1980 defendió su tesis doctoral. Al mismo tiempo trabajó como investigador para diversas instituciones. En 1990 recibió el grado de doctor en Ciencias Económicas. Un año después se convirtió en el director del Instituto de Políticas Económicas bajo la Academia Nacional de Economía de la URSS.
Ingresó en las filas del Partido Comunista de la Unión Soviética (PCUS) en 1980 y permaneció en él hasta el intento de golpe de Estado en agosto de 1991. Considerado una figura relevante en aspectos económicos, entre 1987 y 1990 fue redactor jefe en la sección de economía de la revista Kommunist, uno de los medios oficiales del Comité Central. En aquella publicación defendió la introducción de reformas de libre mercado para solucionar los problemas de la Unión Soviética, inmersa en pleno proceso de perestroika.

### Presidencia de Borís Yeltsin
En noviembre de 1991, fue nombrado ministro de Economía y Finanzas en el primer gobierno de Borís Yeltsin al frente de la nueva Federación de Rusia. El ejecutivo desarrolló un programa de cambios radicales para transformar la economía planificada del país, la mayor del mundo bajo ese sistema, en una economía de mercado. Gaidar fue en el máximo responsable de esa reforma y partidario de que la transición durase el menor tiempo posible.
Para ello recomendó aplicar una "terapia de choque" basada en liberalizar el comercio exterior y los precios, recortar al máximo el gasto público, desarrollar una política de estabilización y privatizar empresas públicas. Dichas medidas entraron en vigor en enero de 1992. Las reformas provocaron una súbita hiperinflación, los ahorros de muchos rusos se perdieron por la devaluación del rublo y hubo un descenso generalizado en la calidad de vida de la sociedad, en muchos casos incapaz de adaptarse al nuevo escenario.
La terapia de choque fue impopular entre la sociedad rusa y encontró oposición política. Gaidar siempre defendió la implantación y aseguró que no se podía volver a una economía planificada. Sus defensores señalan que a pesar de los errores cometidos, había pocas opciones en aquel momento y se salvó a Rusia de la bancarrota.
A mediados de 1992, Gaidar fue elegido primer ministro en funciones bajo la presidencia de Borís Yeltsin, pero solo duró seis meses en el cargo. El 14 de diciembre del mismo año, el Congreso de los Diputados rechazó la candidatura y sus reformas económicas. Durante un tiempo quedó relegado a asesor del presidente y en septiembre de 1993 regresó a la primera línea como vice primer ministro, en pleno enfrentamiento entre Yeltsin y la cámara baja. Durante la crisis constitucional rusa de 1993, que terminó con la toma del parlamento y la convocatoria de elecciones, Gaidar jugó un importante papel. En la madrugada del 3 al 4 de octubre dio un mensaje por televisión para pedir a los partidarios de Yeltsin que defendieran el edificio del ayuntamiento, donde se concentraban los partidarios del presidente.
Para las elecciones legislativas de 1993 creó un partido político, Opción de Rusia, favorable al mandato del presidente. Solo sacó un 15,1% de los votos y se vio superado por el Partido Liberal-Demócrata, formación de extrema derecha de Vladímir Zhirinovski. Borís Yeltsin se comprometió a suavizar las reformas, y por esa razón Gaidar presentó su dimisión en enero de 1994.

### Vida posterior
Tras su marcha, Gaidar siguió vinculado a la política rusa como líder de Opción de Rusia, más tarde convertido en Opción Democrática de Rusia. Fue presidente de dicha formación hasta 2001, cuando se integró en una coalición de partidos de tendencia neoliberal, la Unión de Fuerzas de Derecha, en la que también estaban Anatoli Chubáis, Borís Nemtsov y el ex primer ministro Serguéi Kiriyenko. Aunque siempre estuvo vinculado en política a Borís Yeltsin, fue distanciándose de él después de su salida y rechazó el papel que desempeñó durante la Primera Guerra de Chechenia. No obstante, mantuvo su influencia como economista tanto en Rusia como en el extranjero.
Entre 1996 y 1999 fue miembro del consejo de administración del teleoperador OJSC VimpelCom, propietario de Beeline. Después formó parte del consejo de la eléctrica RAO UES.
Se mostró crítico con las medidas económicas que tomó Vladímir Putin desde su llegada a la presidencia en 2001, tales como la nacionalización de algunas empresas privatizadas en tiempos de Yeltsin.
En 2006 cayó gravemente enfermo después de impartir una conferencia en Dublín e ingresó en la unidad de cuidados intensivos. Posteriormente fue trasladado a Moscú, donde le trataron una úlcera estomacal. Los médicos rusos indicaron que la intoxicación no era de origen natural, y al coincidir en tiempo con el caso de Aleksandr Litvinenko disparó las especulaciones sobre un posible envenenamiento de rivales políticos.

### Muerte
Gaidar falleció el 16 de diciembre de 2009 en su casa de las afueras de Moscú a los 53 años, debido a un edema pulmonar provocado por una cardiopatía isquémica. En aquel momento se encontraba retirado de la vida política y escribía un libro de memorias.
En su funeral fue recordado como un estadista que desempeñó la transformación de Rusia hacia una economía de mercado. El presidente Dmitri Medvédev expresó sus condolencias, mientras que el primer ministro Vladímir Putin destacó que "no todas las figuras públicas sirven a su país en los momentos más difíciles de su historia. Yegor Gaidar ha cumplido con honor esa difícil misión, desempeñando sus mejores cualidades personales y profesionales".
En reconocimiento a su figura, la presidencia de Rusia organiza cada año el Foro Económico Internacional Gaidar, que cuenta con la presencia de políticos europeos y miembros de la economía nacional.